# 米兰·巴罗什
米蘭·巴路士（Milan Baroš，1981年10月28日—）是一名前捷克足球運動員，司職前鋒，最後效力于捷克足球甲級聯賽球队奧斯特拉瓦。

## 職業生涯
巴路士是捷克人，起先是出身於英超俱乐部利物浦，打法偏向於衝刺型。雖然並非必然正選，但每次上陣都能交足功課，上陣 68 場比賽已攻入19球。2004年歐洲國家杯他入選了國家隊，當屆他先在首場比賽攻入一球，一路帶領國家隊殺入四強。同時他還成為當屆比賽神射手。
由於利物浦始終人才眾多，加上利物浦換上新教練賓尼迪斯，再效力多一季，巴罗什最終於2005年離開利物浦，轉投另一支英超球隊阿士東維拉。其後阿士東維拉以巴路士作為向里昂購入卡維的交易一部分，巴路士轉投該法甲豪門。
效力法甲俱乐部里昂期間，巴路士並非球隊的主力，於2008年年初獲外借返回英超的樸茨茅夫。
2008年，巴路士以550萬轉會費加盟土耳其的加拉塔沙雷。
2013年2月18日，捷克俱乐部奧斯特拉瓦宣布巴路士回歸，簽約一年半。
2020年7月3日，巴路士宣佈退役。

## 榮譽
- 英格蘭聯賽盃冠軍：2003年；亞軍：2005年
- 歐洲聯賽冠軍盃冠軍：2005年
- 法甲冠軍：2006/07年
- 法國超級盃冠軍：2007年
- 和平盃冠軍：2007年
- 英格蘭足總盃冠軍：2008年
- 英格蘭足總盃亞軍：2002年
- 英格蘭社區盾亞軍：2003年

## 個人榮譽
- 歐洲國家盃金靴獎：2004年
- 土耳其超級聯賽神射手：2008/09年

## 外部連結
- Official website （页面存档备份，存于） (in Czech)